# Lanzendorf (Baixa Áustria)
Lanzendorf (Baixa Áustria) é um município da Áustria localizado no distrito de Wien-Umgebung, no estado de Baixa Áustria.